# C'était un rendez-vous
Pour les articles homonymes, voir Rendez-vous.
Pour plus de détails, voir Fiche technique et Distribution.
C'était un rendez-vous est un court métrage français réalisé en 1976 par Claude Lelouch.

## Synopsis
Le film montre, pendant 7 minutes et 52 secondes de course, une traversée de Paris à grande vitesse, réalisée en un seul plan-séquence filmé depuis l'avant d'une voiture, au petit matin (5 h 30) le 15 août 1976.
Le court métrage débute dans un tunnel, côté boulevard périphérique intérieur, par une vue embarquée depuis une voiture empruntant la bretelle de sortie de la porte Dauphine vers l'avenue Foch. Le trajet de la voiture la conduit le long de plusieurs monuments parisiens, comme l'arc de triomphe de l'Étoile, les Champs-Élysées, la place de la Concorde, le Louvre et l'opéra Garnier. La voiture ne s'arrête jamais : les piétons sont esquivés, les pigeons éparpillés, les feux rouges ignorés, les lignes blanches franchies, les sens uniques pris à contre-sens et, pour éviter un camion-poubelle, la voiture monte sur un trottoir. La voiture s'arrête finalement devant la basilique du Sacré-Cœur, la vue montrant le panorama de Paris devant les marches de Montmartre. Là, une charmante jeune femme blonde apparaît, grimpant l’escalier ; le pilote sort et l'étreint tandis que des cloches de la basilique tintent en fond sonore.

## Fiche technique
- Réalisateur : Claude Lelouch
- Scénariste : Claude Lelouch
- Chef opérateur : Jacques Lefrançois
- Chef machiniste : Henri Quérol
- Assistant réalisateur : Élie Chouraqui
- Durée : 8 min 39 s

## Distribution
- Claude Lelouch : le pilote
- Gunilla Friden : la femme

## Production
Claude Lelouch a donné de nombreux détails sur la réalisation. Il pilotait sa propre voiture, une Mercedes-Benz 450 SEL 6.9, choisie pour sa suspension hydropneumatique afin de disposer d'une « image souple », au pare-chocs de laquelle était fixée la caméra (il s'agirait d'une cam-flex 35 mm Éclair à objectif grand angle). Il a ensuite refait la bande son avec une Ferrari pour que « les fans de conduite sentent la puissance du moteur » (alors que le court métrage commence par le bandeau « le film que vous allez voir a été réalisé sans trucage »). Lelouch indique avoir atteint les 200 km/h dans la longue ligne droite de l'avenue Foch, mesurant un peu plus d'un kilomètre .
Le court métrage aurait été tourné sur les restes de pellicule du tournage du film Si c'était à refaire. Filmé en plan séquence, la longueur du film découlerait directement des limitations imposées par la capacité de la bobine du format 35 mm. Le film a été réalisé en une seule prise, sur route ouverte (au milieu de la circulation automobile réelle), sans préparation, ni autorisation, ni garde-fous, tôt le matin. L'itinéraire ne pouvait être garanti et la bobine disponible ne laissait que peu de marge pour terminer le parcours et encore moins pour refaire une prise en cas de problèmes. De fait, le parcours fut modifié en raison de la présence d'un camion de livraison bouchant la rue Lepic, rue en sens unique et très étroite. Le film indique que le pilote commence à s'engager rue Lepic avant de revenir sur le boulevard de Clichy et d'effectuer un détour, qui aurait pu compromettre le film par manque de pellicule. Le trajet contient une intersection aveugle : le passage aux guichets du Louvre ne permet aucune visibilité. Élie Chouraqui, alors premier assistant de Claude Lelouch, y avait été posté muni d'un talkie-walkie afin d'assister le pilote en cas d'impossibilité de passer. Ne recevant aucune indication, Lelouch sortit du passage à grande vitesse. Cependant, Lelouch a révélé par la suite que, à son insu, l'appareil était tombé en panne et que Chouraqui aurait en réalité été incapable de le prévenir.
Claude Lelouch n'avait pas demandé d'autorisation, car cela aurait nécessité de bloquer une grande partie de Paris. « Ce n'était même pas la peine de demander, nous n'étions pas prêts à mettre en œuvre les moyens d'un long métrage pour réaliser un court. » Après le tournage, convoqué par le préfet de police, ce dernier lui a retiré son permis de conduire (on voit dans le film que Lelouch a brûlé plus d'une dizaine de feux rouges et n'a pas respecté autant de priorités à droite) pour le lui rendre quelques instants après : « Je m'étais engagé à vous le retirer » me dit-il. « Mais je n'ai pas précisé pour combien de temps ».
Claude Lelouch avait réalisé des séquences similaires, en voiture et à moto dans Le Chat et la Souris (1975), vers 0:30:00. Mais il s'agissait de plans courts et moins aboutis car « le tournage était bétonné avec des flics devant et derrière ».

## Itinéraire

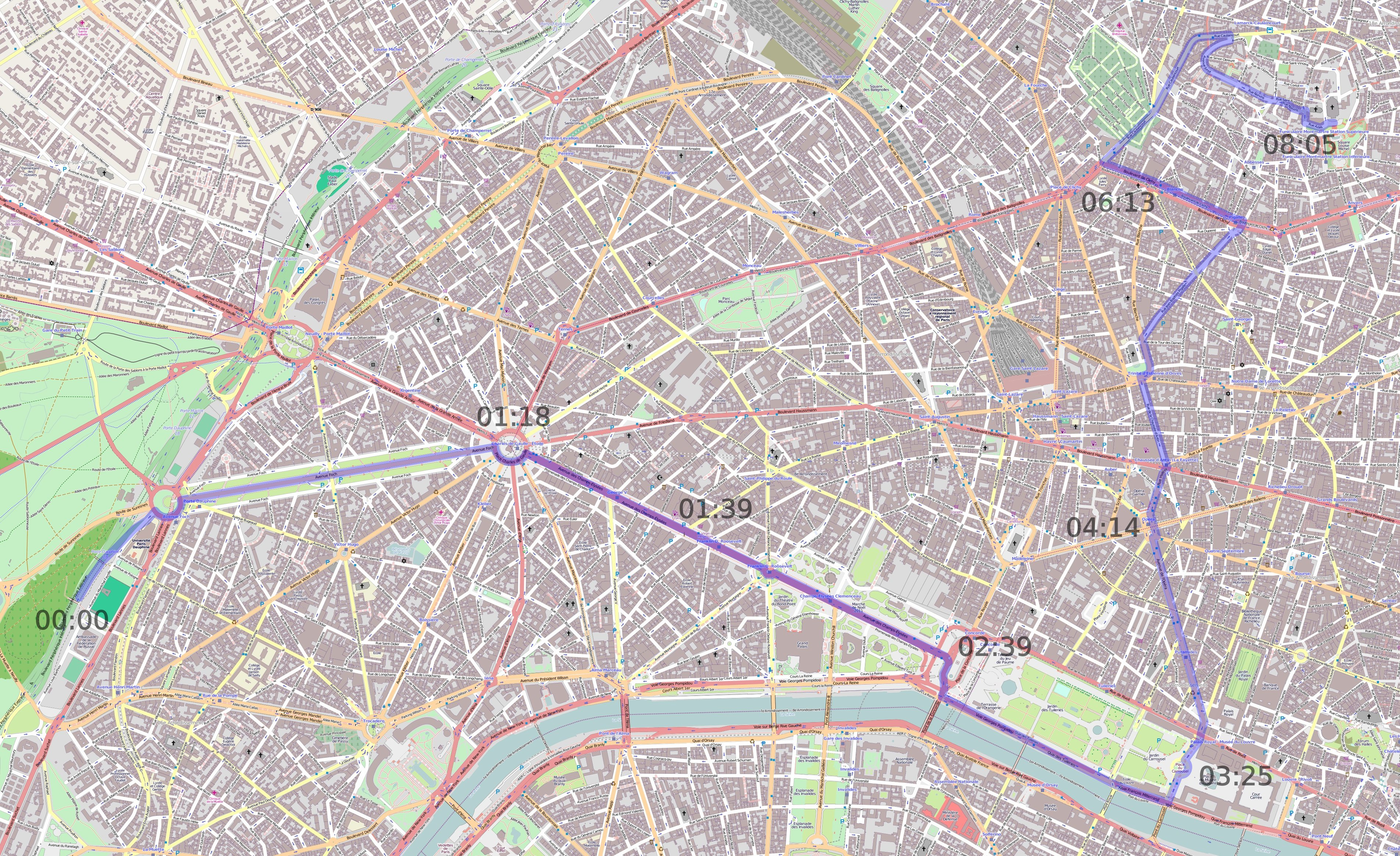
Carte du nord-ouest de Paris indiquant l'itinéraire pris lors du film.

La voiture emprunte successivement les voies suivantes :
1. Boulevard périphérique intérieur, (bretelle de sortie de la porte Dauphine)
2. Place du Maréchal-de-Lattre-de-Tassigny
3. Avenue Foch
4. Place Charles-de-Gaulle
5. Avenue des Champs-Élysées
6. Place de la Concorde
7. Quai des Tuileries
8. Place du Carrousel
9. Rue de Rohan
10. Avenue de l'Opéra
11. Place de l'Opéra
12. Rue Halévy
13. Rue de la Chaussée-d'Antin
14. Place d'Estienne-d'Orves
15. Rue Blanche
16. Rue Jean-Baptiste-Pigalle
17. Place Pigalle
18. Boulevard de Clichy (tournant abandonné rue Lepic)
19. Rue Caulaincourt
20. Avenue Junot
21. Place Marcel-Aymé
22. Rue Norvins
23. Place du Tertre
24. Rue Saint-Éleuthère
25. Rue Azaïs
26. Parvis du Sacré-Cœur.

Ce trajet mesure 10 km de long, ce qui suggère une vitesse moyenne de 75 km/h.

## Remake et réédition
- En 1986, Claude Lelouch réalise le générique d'ouverture de la soirée d'inauguration de La Cinq[10] montrant une traversée de Paris à grande vitesse, en différents plan-séquences filmés depuis l'avant d'une voiture. Le cinéaste fait ainsi référence à son propre court-métrage réalisé dix ans plus tôt, et dont il reprend le principe, et certains plans. Le générique de Voilà la Cinq[11] débute par une vue embarquée depuis une voiture empruntant cette fois-ci l'avenue de la Grande-Armée. Le trajet de la voiture la conduit le long de l'arc de triomphe de l'Étoile, l'Champs-Élysées. La voiture se dirige ensuite vers le périphérique nord, et l'autoroute pour rejoindre un aéroport. Une caméra subjective entraîne le spectateur dans le terminal. Des images d'archives du Concorde montrent le décollage, puis l'atterrissage de l'avion, dont la soute s'ouvre sur le plateau de la soirée d'inauguration de Milano Due situé près de Milan[12]
- En 2006[13], Thierry Soave, patron du magazine Auto Plus, propose à Claude Lelouch de refaire le même parcours avec la même Mercedes 450 SEL 6.9. Dans un premier temps amusé par l'expérience, le réalisateur, très entreprenant au volant avec une pointe de vitesse avenue Foch, se laisse gagner par l'émotion lorsqu'il arrive au Sacré-Cœur. Il mime la scène finale du film original, celle où il enlace la femme du fameux rendez-vous. Il s'agissait de son épouse de l'époque, mère de Sarah Lelouch[réf. nécessaire].
- En 2010, dans son documentaire D'un film à l'autre consacré à ses réalisations, Claude Lelouch diffuse en séquence d'ouverture l'intégralité de C'était un rendez-vous, en commentant les images en voix off sur les dernières minutes.
- En 2017[14], Ford en partenariat avec Claude Lelouch, publie sur Youtube, un remake filmé à Paris (sans plan séquence) et en 360° depuis la calandre d'une Mustang 2016[15].
- En 2019 des images de C'était un rendez-vous sont utilisées dans le film Les Plus Belles Années d'une vie[16].
- En 2023, la réalisatrice ukrainienne Nadia Parfan en réalise un remake dans la ville de Kyiv en guerre, en 6 minutes « Kyiv, 2022. À l'aube, une voiture traverse la ville à toute allure, filmée en plan subjectif et sans coupe. Ce remake contemporain de C'était un rendez-vous de Claude Lelouch décrit l'état d'urgence d'un pays en guerre »[17],[18].

## Réutilisation et influences
Ce court-métrage a donné lieu à des réutilisations et des clins d'œils :
- En 2004, Étienne de Crécy a utilisé ce court-métrage pour le clip de Fast Track de l'album Super Discount 2.
- En 2006, le groupe Snow Patrol utilise la fin de ce court-métrage pour le clip de Open Your Eyes de l'album Eyes Open.
- En 2008, dans le film Seuls Two, Curtis (interprété par Ramzy) traverse un Paris désert au volant d'une Formule 1.
- En 2010, un remake de ce court-métrage (mais pas en plan-séquence) a été réalisé dans les rues de Prague, intitulé The Run, avec une Nissan 350Z.
- En 2012, ce court-métrage sert de clip au titre Dreamliner du groupe Sinner DC.
- En 2013, ce court-métrage sert également de clip au titre Féroce des Gentlemen Drivers.
- En 2016, dans le troisième épisode de la deuxième saison de The Grand Tour sur Amazon, Jeremy Clarkson fait un hommage à C'était un rendez-vous à bord d'une Bugatti Chiron dans les rues de Turin.
- En 2018, dans Forza Horizon 4, lors d'une mission scénarisée on conduit une Alpine A110 dans les rues d'Édimbourg afin de faire un court-métrage, en hommage à C'était un rendez-vous.